# Alexander Bisenz
Alexander Bisenz (né le 22 février 1962 à Vienne et mort le 15 mai 2021 à Sankt Pölten) est un humoriste et peintre autrichien.

## Biographie
Bisenz révèle un talent artistique très tôt à Sankt Pölten. Son grand-père est directeur de théâtre, son père est acteur. Ce dernier meurt précocement. Par la suite, Alexander prend des cours de théâtre privés et fait des séminaires pour apprendre l'expression faciale, la parodie, la chanson et la danse. Il commence sa carrière en tant que magicien, cracheur de feu et ventriloque.
En 1986, il monte son premier spectacle, Ewig junge Helden. En 1990, Auszuckt l'amène à faire une tournée nationale, Gnadenlos et Nix is Nix lui valent des invitations à des émissions de radio et de télévision.
À ses débuts, son alter ego Alfred Wurbala fait partie intégrante des spectacles ainsi que d'autres personnages.
Lors du spectacle Aus'n Leb'n en 1997, il fait un numéro de peinture sur scène et montre son talent dans ce domaine en étalant les couleurs de façon abstraite. L'année suivante, il décide de mettre en pause sa carrière d'humoriste pour se consacrer à la peinture. Il utilise un mélange de peinture acrylique et de sable qu'il étale avec des pinceaux, une spatule ou ses doigts. Il fait l'objet d'expositions en Autriche et à l'étranger et se fait un nom avec son atelier à Sankt Pölten.
En 2007, il fête ses trente ans de carrière sur scène.

## Spectacles
- 1986 - Ewig junge Helden
- 1987 - Auszuckt
- 1990 - Auszuckt 90
- 1992 - Gnadenlos
- 1995 - Nix is Nix
- 1997 - Aus'n Leb'n
- 1998 - Rawuzi-Kapuzi
- 2002 - Alfred Wurbala Late Night Show
- 2007 - Absolut gähnfrei
- 2009 - ÖSTERREICH FRONTAL
- 2012 - Jubiläumsausstellung Bisenz SCHLUSSBLEDOJE
- 2013 - Best of Tour Bisenz IS LETZTE

## Discographie
- 1991 - Auszuckte Gfrasta
- 1992 - Zwa Gfrasta
- 1993 - Das Duell (avec Wolfgang Ambros)
- 1993 - Gnadenlos (live)
- 1995 - Nix is Nix
- 1997 - Aus'n Leb'n
- 1998 - Rawuzi-Kapuzi
- 2000 - Best Of 1991-2000
- 2002 - Trott'ln (Maxi Single CD)
- 2004 - Wurbala Blues
- 2006 - Alfred Wurbala Late night show
- 2007 - Bisenz ABSOLUT GÄHNFREI (live)
- 2009 - Bisenz die Hits aus ÖSTERREICH FRONTAL (Maxi CD)
- 2010 - Bisenz ÖSTERREICH FRONTAL LIVE
- 2012 - Bisenz 50
- 2013 - Katalog Band Bisenz KUNST&DESIGN
- 2014 - Bisenz Best Of IS LETZTE (Live)